# When I Was Born for the 7th Time
Az 1997-es When I Was Born for the 7th Time a Cornershop harmadik nagylemeze. Az albumon szerepel a Brimful of Asha, amely világszerte sláger lett. A Candyman dalt felhasználták egy Nike reklám betétdalaként. A Good Shit szám egy Target reklám betétdala volt, a refrén szövegét "Good Stuff..."-ra módosították.
2000-ben 68. lett a Q magazin Minden idők 100 legjobb brit albuma listáján. Az album szerepel az 1001 lemez, amit hallanod kell, mielőtt meghalsz című könyvben.

## Az album dalai
|     | Cím                                                      | Szerző(k)                   | Hossz |
| --- | -------------------------------------------------------- | --------------------------- | ----- |
| 1.  | Sleep on the Left Side                                   | Tjinder Singh               | 4:06  |
| 2.  | Brimful of Asha                                          | Tjinder Singh               | 5:17  |
| 3.  | Butter the Soul                                          | Tjinder Singh               | 3:19  |
| 4.  | Chocolat                                                 | Tjinder Singh               | 1:24  |
| 5.  | We're in Yr Corner                                       | Tjinder Singh               | 5:47  |
| 6.  | Funky Days Are Back Again                                | Tjinder Singh               | 3:41  |
| 7.  | What Is Happening?                                       | Tjinder Singh               | 2:15  |
| 8.  | When the Light Appears Boy (közreműködik Allen Ginsberg) | Tjinder Singh               | 2:41  |
| 9.  | Coming Up                                                | Tjinder Singh               | 1:03  |
| 10. | Good Shit                                                | Tjinder Singh               | 4:40  |
| 11. | Good to Be on the Road Back Home Again (Paula Frazerrel) | Tjinder Singh               | 5:45  |
| 12. | It's Indian Tobacco My Friend                            | Tjinder Singh               | 4:51  |
| 13. | Candyman (Justin Warfielddel)                            | Tjinder Singh               | 3:49  |
| 14. | State Troopers                                           | Tjinder Singh               | 3:07  |
| 15. | Norwegian Wood (This Bird Has Flown)                     | John Lennon, Paul McCartney | 2:27  |

Az amerikai kiadáson a 14. szám State Troopers (Part I)-ként szerepel.

## Fordítás
Ez a szócikk részben vagy egészben a When I Was Born for the 7th Time című angol Wikipédia-szócikk ezen változatának fordításán alapul.  Az eredeti cikk szerkesztőit annak laptörténete sorolja fel. Ez a jelzés csupán a megfogalmazás eredetét és a szerzői jogokat jelzi, nem szolgál a cikkben szereplő információk forrásmegjelöléseként.